# Erwin H. Zander

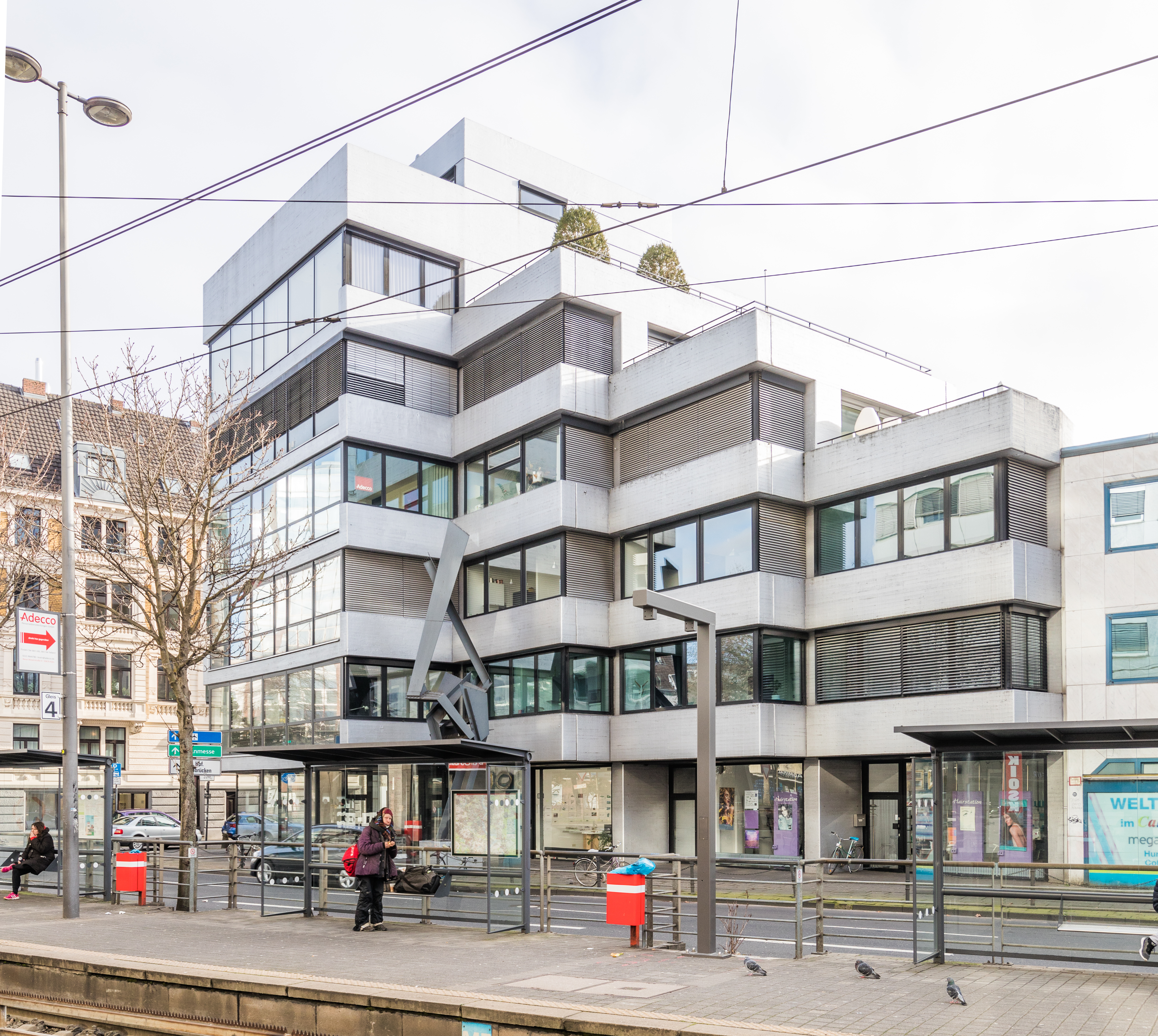
Wohn- und Geschäftshaus Dr. Stoffel (Terrassenhaus), Neue Weyerstraße 9 in Köln/Barbarossaplatz

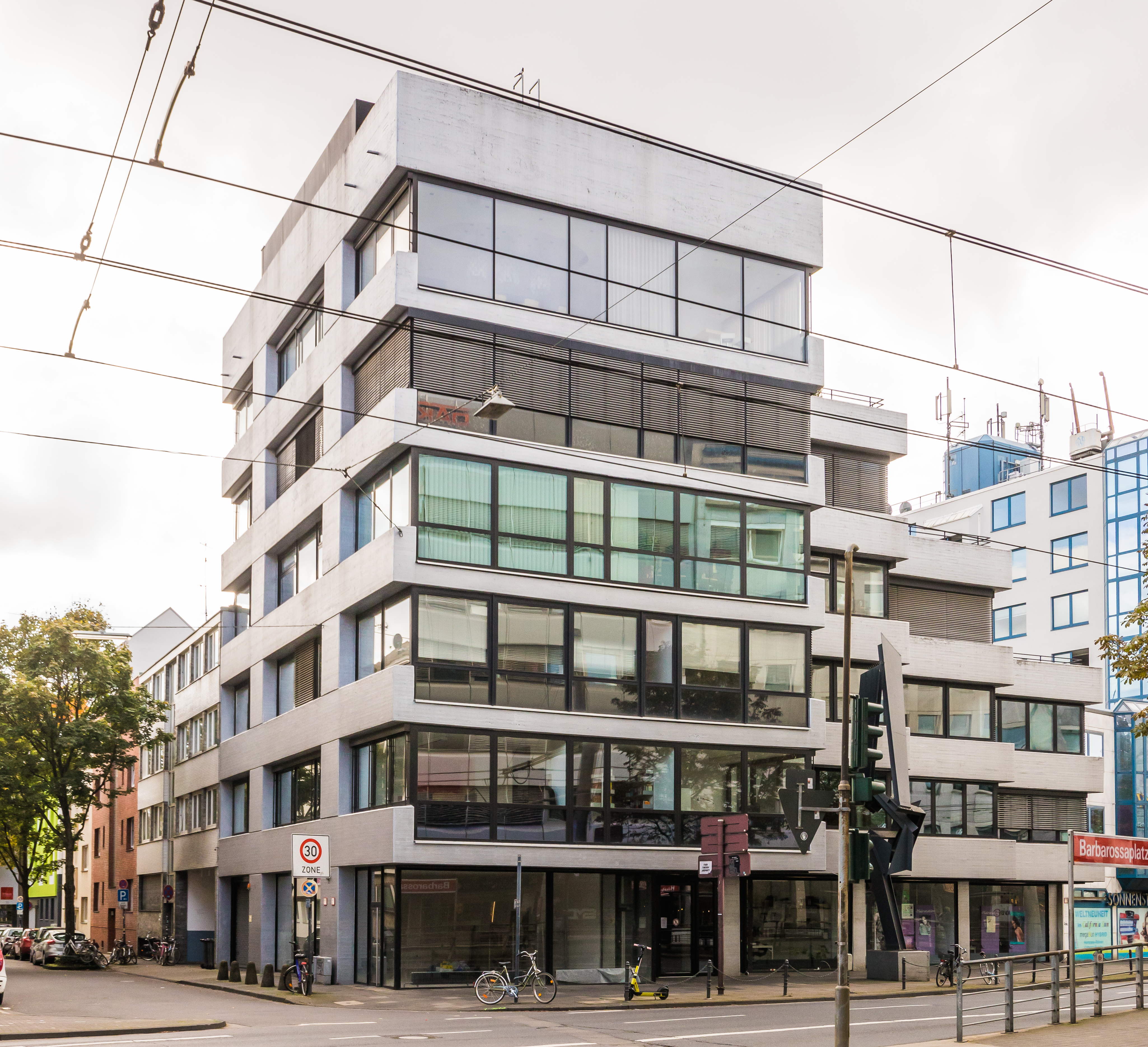
Wohn- und Geschäftshaus Dr. Stoffel (Terrassenhaus), Neue Weyerstraße 9 in Köln/Barbarossaplatz

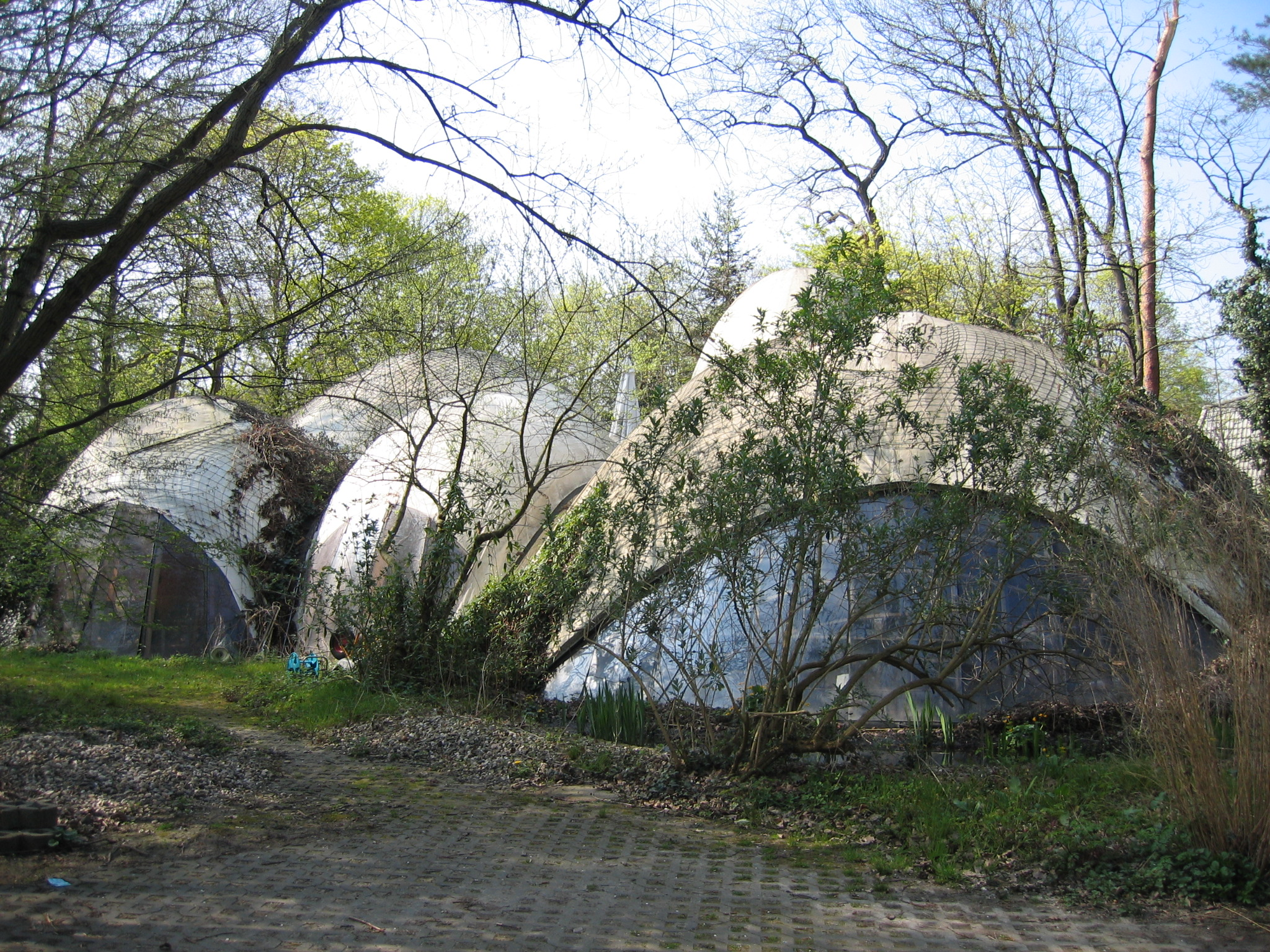
Haus OBU, Zanders eigenes Wohn- und Atelierhaus

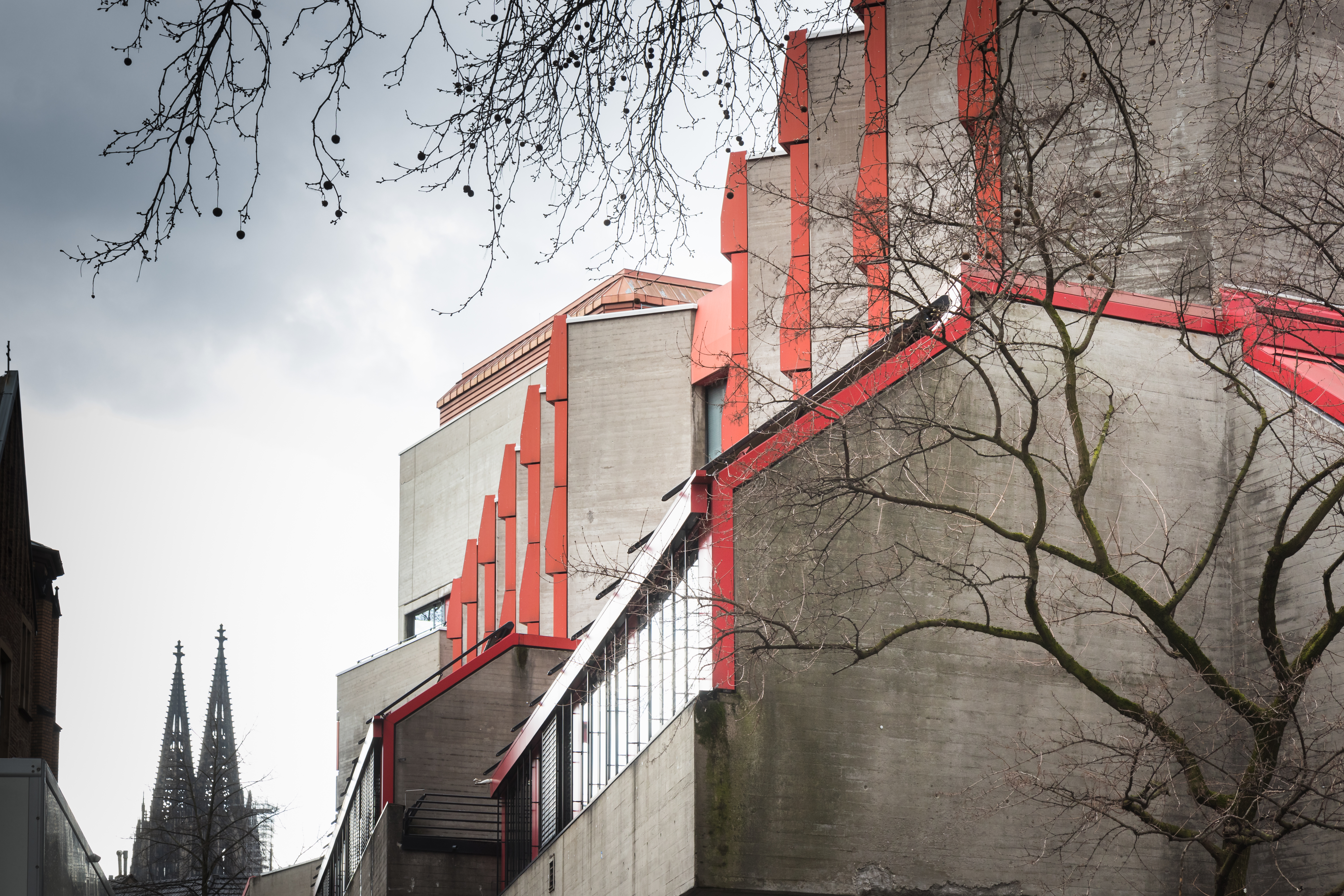
Hochschule für Musik und Tanz Köln, Unter Krahnenbäumen 87 - 8059

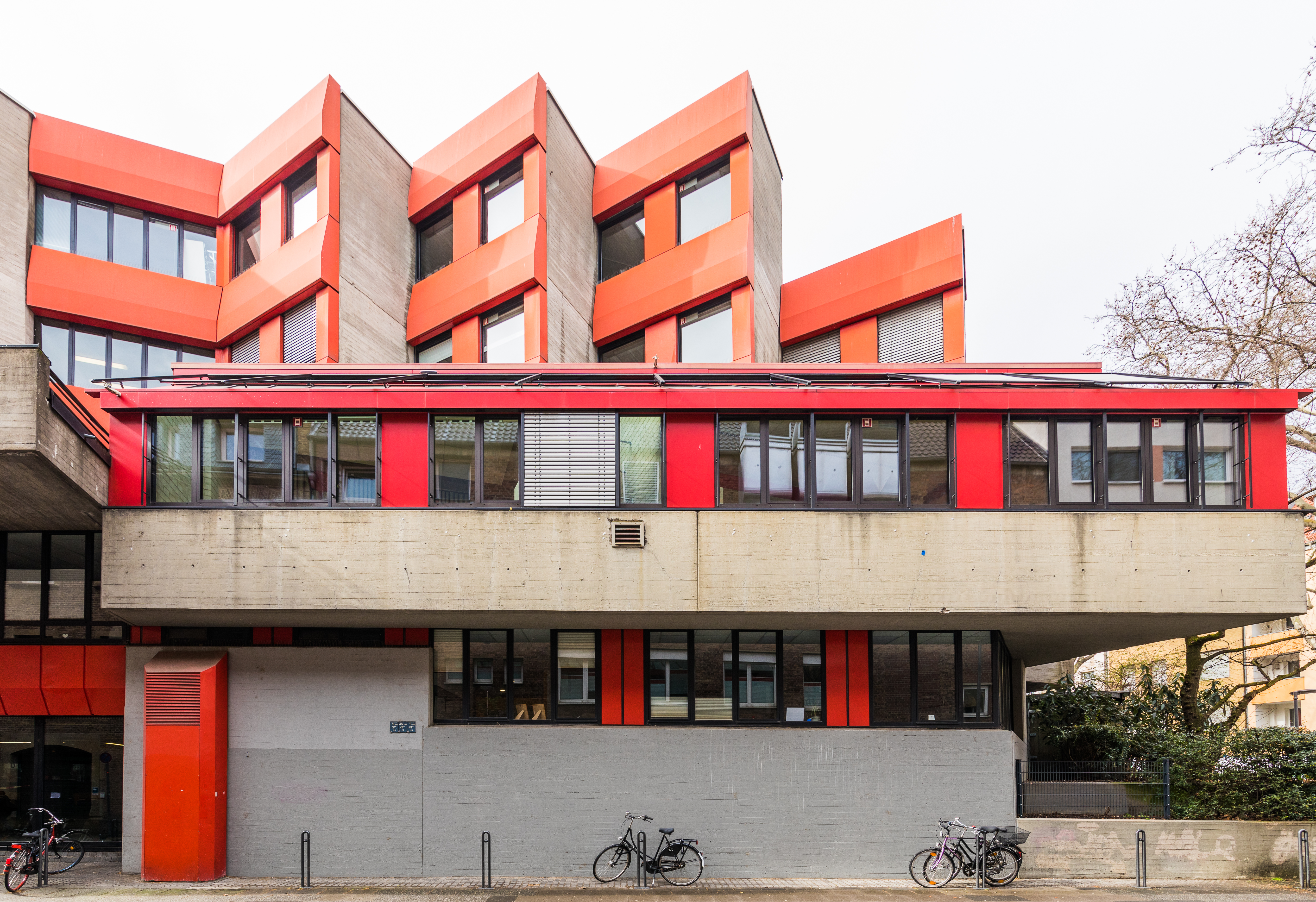
Hochschule für Musik und Tanz Köln, Unter Krahnenbäumen 87-9341

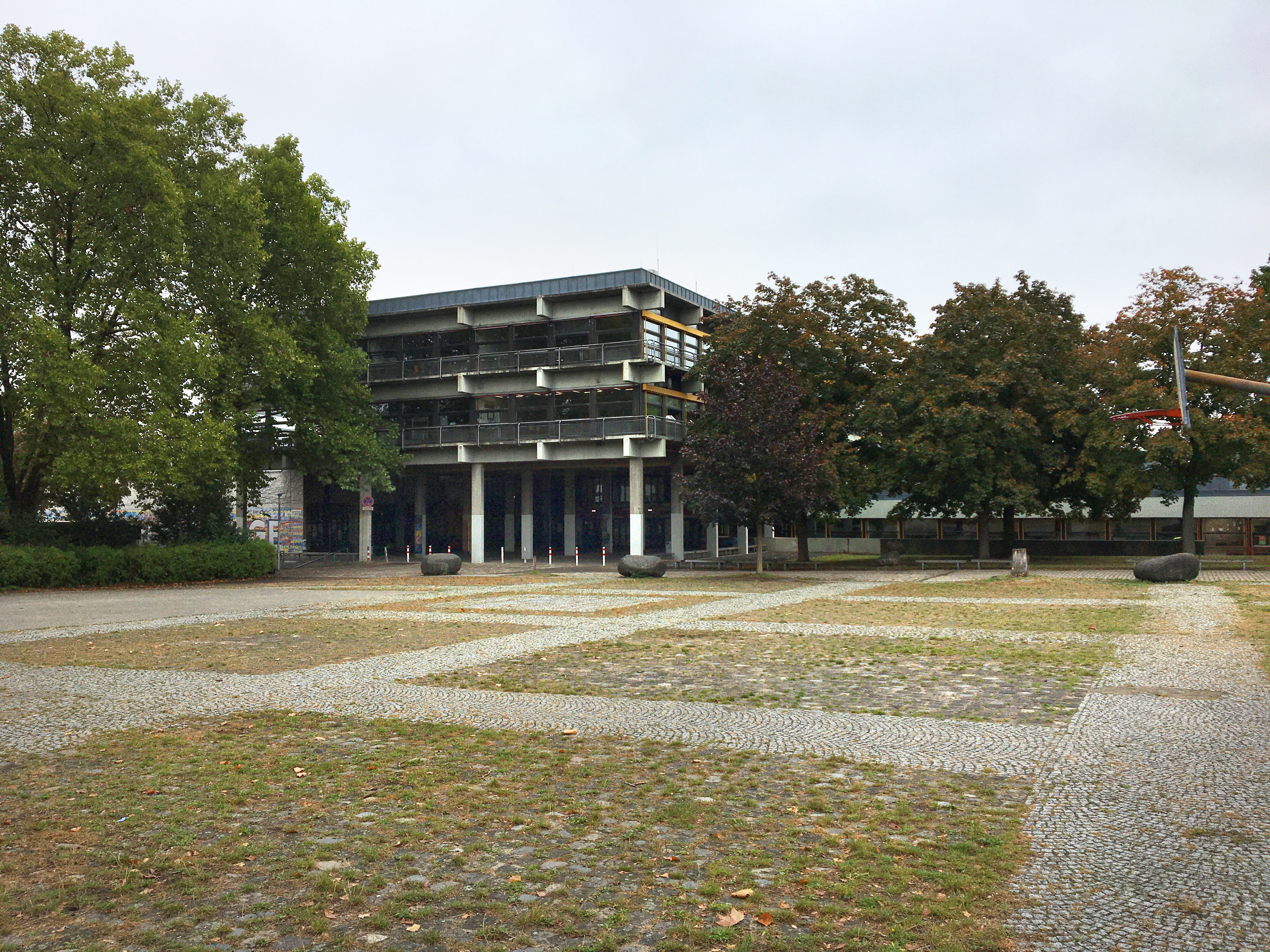
Haupteingang des Schulzentrums Niederpleis in St. Augustin, Werkgruppe 7

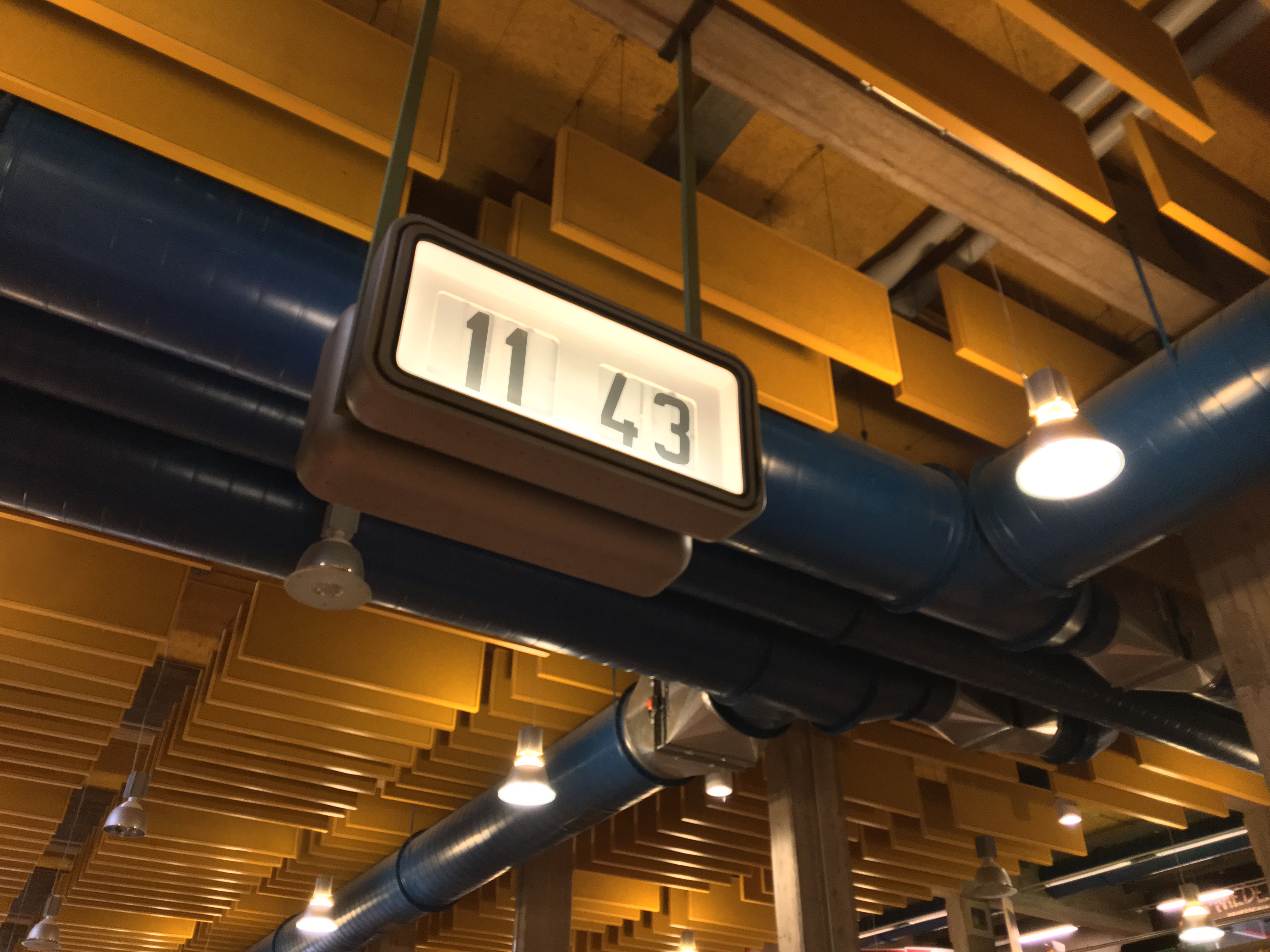
Decke der Pausenhalle im Schulzentrum Niederpleis in St. Augustin, Werkgruppe 7

Erwin Heinrich Zander (* 24. Januar 1929 in Köln; † 29. Dezember 2022 in Berlin) war ein deutscher Architekt und Hochschullehrer an der Fachhochschule Düsseldorf.

## Leben
Erwin Zander war das älteste von vier Kindern von Hubert Zander und Anna Maria Zander geb. van Eygelshoven. Die Familie wohnte bis 1939 in Köln-Nippes, danach in der Waldsiedlung in Leverkusen-Schlebusch. Kriegsbedingt wechselte er mehrmals die Schule und bestand das Abitur 1949 in Köln-Mülheim. 
Bevor Zander 1950 sein Architekturstudium an der RWTH Aachen aufnahm, absolvierte er 1949/1950 in Köln und Leverkusen Baupraktika. Er schloss das Studium 1955 mit der Diplom-Hauptprüfung ab und arbeitete im Anschluss im Büro von Heinz Ruempler in Köln. Als Stipendiat des Kulturkreises im Bundesverband der Deutschen Industrie reiste er 1956 nach England und Schottland und gründete im Anschluss am 1. Oktober 1956 sein eigenes Büro als freischaffender Architekt in Köln.
Ab den 1960er Jahren entstanden unter Zanders Federführung ca. 60 Wohnhäuser und Mehrfamilienhäuser, ca. 20 Büro- und Gewerbebauten sowie ca. 7 Schul-, Hochschul- und Sportbauten, letztere gemeinsam mit Kolleginnen und Kollegen (s. u.). Hervorzuheben sei hier das terrassierte Wohn- und Geschäftshaus für Dr. Stoffel am Barbarossaplatz (Neue Weyerstraße 9) in Köln, erbaut 1970.
Erwin H. Zander war Teil des Architektenkollektivs Werkgruppe 7, dessen Mitglieder gemeinsam an Architekturwettbewerben teilnahm. Nach einigen Jahren gründeten Erich Schneider-Wessling und Peter Busmann 1969 die freie Architekten- und Ingenieurgemeinschaft „Bauturm“, der später auch Zander sowie Godfrid Haberer, Walter Ruoff, Peter Trint und andere angehörten.
1961 wurde Zander in den Deutschen Werkbund (DWB) berufen, er übernahm von 1970 bis 1973 den zweiten Bundesvorsitz und in den Jahren 1976 und 1977 den Vorsitz des DWB Nordrhein-Westfalen. Außerdem gehörte er von 1972 bis Ende 1975 dem Redaktionsteam der Zeitschrift des Deutschen Werkbundes Werk und Zeit unter der Leitung von Dieter Beisel an. Ab 1967 war Zander Mitglied im Bund Deutscher Architekten (BDA).
Im Jahr 1978 erfolgte seine Berufung als Professor an die Fachhochschule Düsseldorf für das Lehrgebiet Technischer Ausbau / Haustechnik und Entwerfen, die er bis 1994 innehatte. Von 1980 bis 1986 hatte er dort außerdem das Amt des Dekans des Fachbereichs Architektur inne.
1979 gründete Zander das Atelier Z & ASS (kurz für Atelier Zander & Associes), das ab 1987 im avantgardistischen Atelier- und Wohnhaus OBU in Köln-Hahnwald ansässig war.
Zander war über viele Jahre Mitglied des Kölnischen Kunstvereins. Von 1974 bis 2002 war er Vorstandsvorsitzender und ab 2006 Ehrenmitglied des Vereins. Ab 1976 wirkte er mit im Kunstbeirat der Stadt Köln, von 1977 bis 1990 war er dessen Vorsitzender.
2005 gründete er zusammen mit namhaften Kölner Architekten und der Architektur verbundenen Persönlichkeiten und Institutionen den Verein zur Förderung von Architektur und Städtebau e. V., der als Träger für das Haus der Architektur Köln fungiert. Er war Gründungsvorsitzender des Vereins und ab 2011 Ehrenvorsitzender.
Erwin H. Zander starb am 29. Dezember 2022 im Alter von 93 Jahren in Berlin, wo er seit vielen Jahren mit seiner Frau Mariarita Bargolini lebte. Er wurde am 13. März 2023 auf dem Kölner Südfriedhof beigesetzt.

## Bauten
- 1959: Wohnhaus mit Atelier für den Maler Ernst Wilhelm Nay und Elisabeth Nay geb. Kerschbaumer in Köln-Lindenthal[6]
- 1962–1963: Wohnhaus für Prof. Dr. Dr. Hirsch, Theodor-Körner-Straße 13 in (Köln-)Rodenkirchen[2][3]
- 1963: Bürohaus für Höpfner, Auf dem Berlich 24 in der Kölner Innenstadt[2][3]
- 1964: Wohnhaus für Peill, Van-Gogh-Straße 2 in Köln-Müngersdorf (1994 umgebaut)[3]
- 1969: Reihenhäuser mit variablen Grundrissen in Köln-Lövenich[3]
- 1969: Wohnhaus mit acht variablen Eigentumswohnungen, Im Buchenkamp 76 in Köln-Brück[3]
- 1970: Wohnbebauung mit 42 Wohnungen, Richard-Bertram-Straße in Brühl-Mitte[3]
- 1970: Wohn- und Geschäftshaus für Dr. Stoffel (Terrassenhaus), Neue Weyerstraße 9 am Barbarossaplatz in Köln[2][3]
- 1970: Wohnhaus für Rasner, Am Wingert 14 in Weiß am Rhein[3]
- 1971: Schwimmhalle NevenDuMont in Rösrath[3]
- 1972: Gesamtschule Köln-Rodenkirchen (als federführender Architekt des Kollektivs Werkgruppe 7 und Bauturm, mit Eckehard Zielhofer)[2][3]
- 1972: Wohnhaus für Grassmann in Lichtenberg[3]
- 1972–1974: Wohnhaus mit 14 variablen Wohnungen, Saarstraße 50 in (Köln-)Rodenkirchen[2][3]
- 1973–1975: Umbau der Scheune des Roggendorfhofs in Rath/Heumar (mit Mirko Baum)[2]
- 1973–1977: Staatliche Hochschule für Musik in Köln (mit dem Kollektiv Werkgruppe 7 und Bauturm sowie Herbert Karrasch)[2][3][7]
- 1977: Schulzentrum Niederpleis in Sankt Augustin (mit dem Kollektiv Werkgruppe 7)[2][3]
- 1976–1980: Schulzentrum Ostheim, Hardtgenbuscher Kirchweg 100 in Köln-Ostheim (mit dem Kollektiv Werkgruppe 7)[2]
- 1977: Wohnhaus für Dr. Amann, Am Morsdorfer Hof 5 in Köln-Braunsfeld (verändert)[3]
- 1976: Weingut mit Wohnhaus und Wirtschaftsgebäuden bei Saint-Tropez, Frankreich[3]
- 1978: Wohn- und Atelierhaus OBU, Unter den Birken 221a in Köln-Hahnwald (im März 2012 abgebrochen)[3]
- 1982: Wohnhaus mit Einrichtung für Dr. Engels, Sperberweg 33 in Mülheim an der Ruhr[3]
- 1990: Umbau für den Kölnischen Kunstverein, Cäcilienstraße in der Kölner Altstadt (mit Marianne Stockebrand und dem Hochbauamt der Stadt Köln)[2]
- 1990–1991: Studio-Haus für Prof. Raimund Girke, Kaesenstraße 4 in der Kölner Südstadt (mit Kerstin Lange und Michael Prochnow)[2]
- 2003: Wohnhaus in Kapstadt, Südafrika (mit Jochen Ewe und Anke Huerkamp)[3]
- 2003: Wohnhaus Karlstraße 28 in Köln-Rodenkirchen (mit Stefan Zander)[3]
- 2001: Gaststätte „kitchenette“, Gladbacher Straße 15 in Köln (mit Barbara und Stefan Zander)[3]

## Auszeichnungen
- Kölner Architekturpreis 1975 für die Staatliche Hochschule für Musik Köln (mit Kollektiv Werkgruppe 7 und Bauturm)[8]

## Veröffentlichungen
- Wohnhaus mit Atelier in Köln. In: Bauwelt, Jahrgang 1962, Heft 40.
- Atriumhaus in Bensberg. In: Bauwelt, Jahrgang 1963, Heft 11.
- Werkbund 1969. In: Werk und Zeit, Jahrgang 1969, Heft 8.
- Staatliche Hochschule für Musik Köln. In: Beton-Atlas. Beton-Verlag, Düsseldorf 1984.
- Eva Kraus: La Maison Obu, Cologne, Allemagne. In: L’Architecture d’aujourd’hui, Nr. 349 (November/Dezember 2003), S. 68–71. (französisch + englisch)